# Troița „Puțu cu Icoane”

Puțu cu Icoane este o fântână și troiță situată în orașul Ștefănești, județul Argeș. Se află la 650 m nord de primăria orașului, fiind un punct de reper uzual al zonei. 

## Galerie

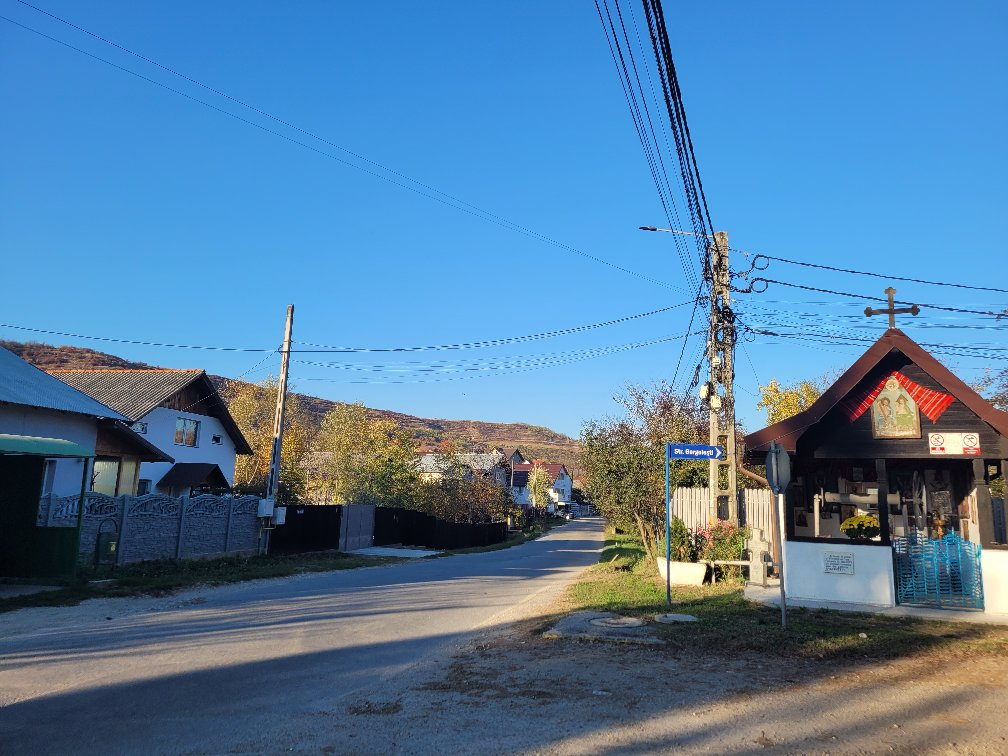
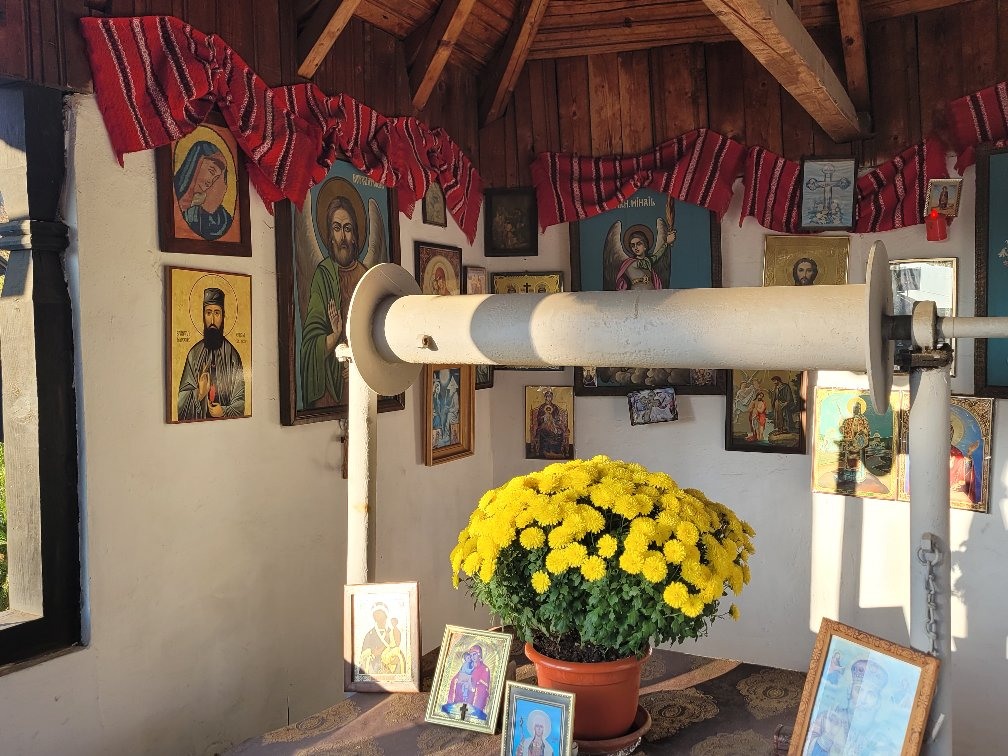
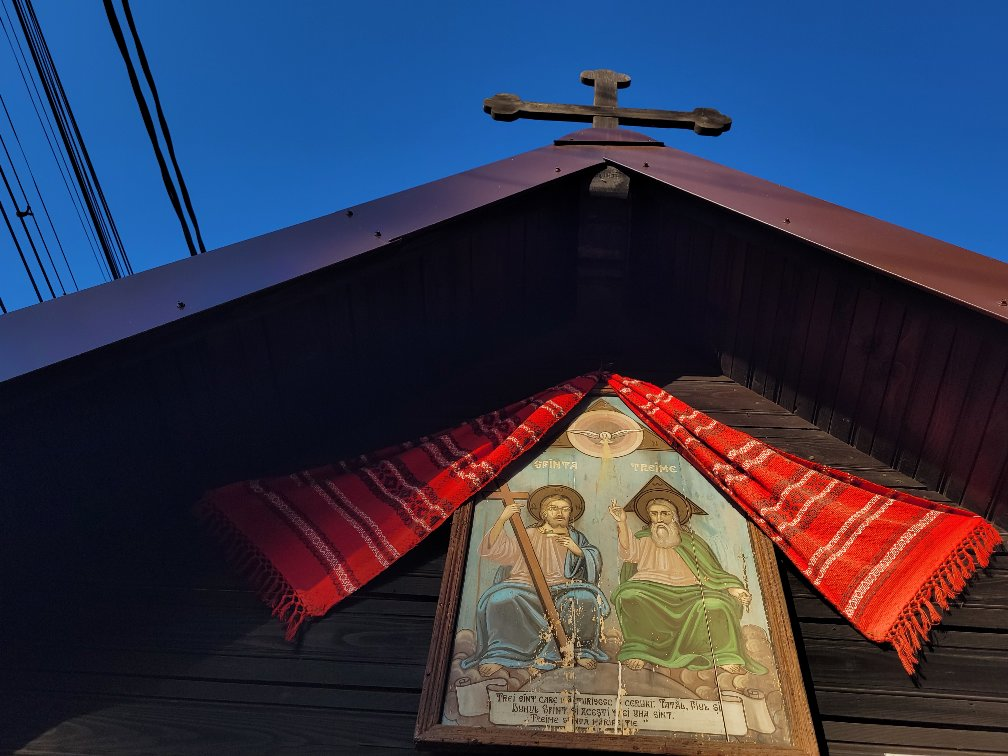
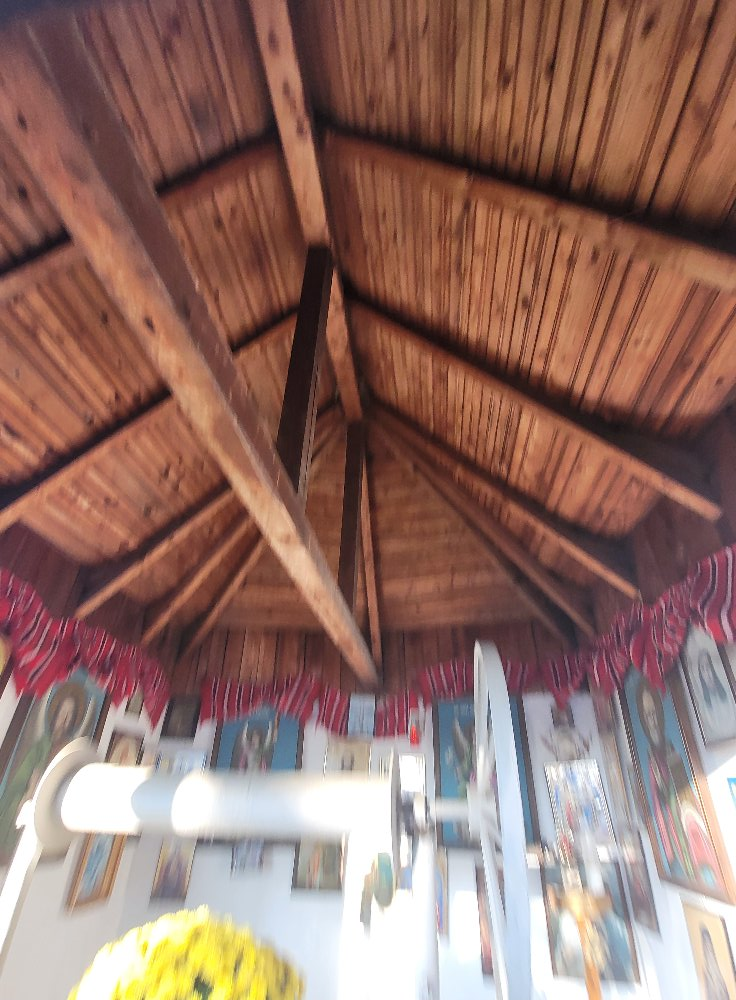
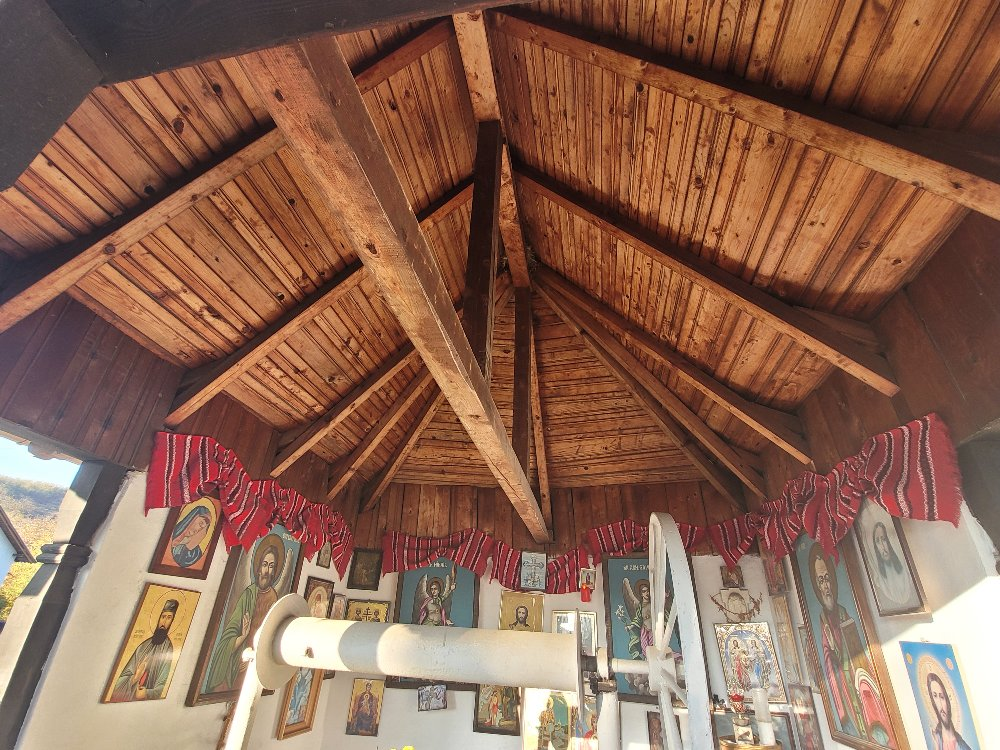
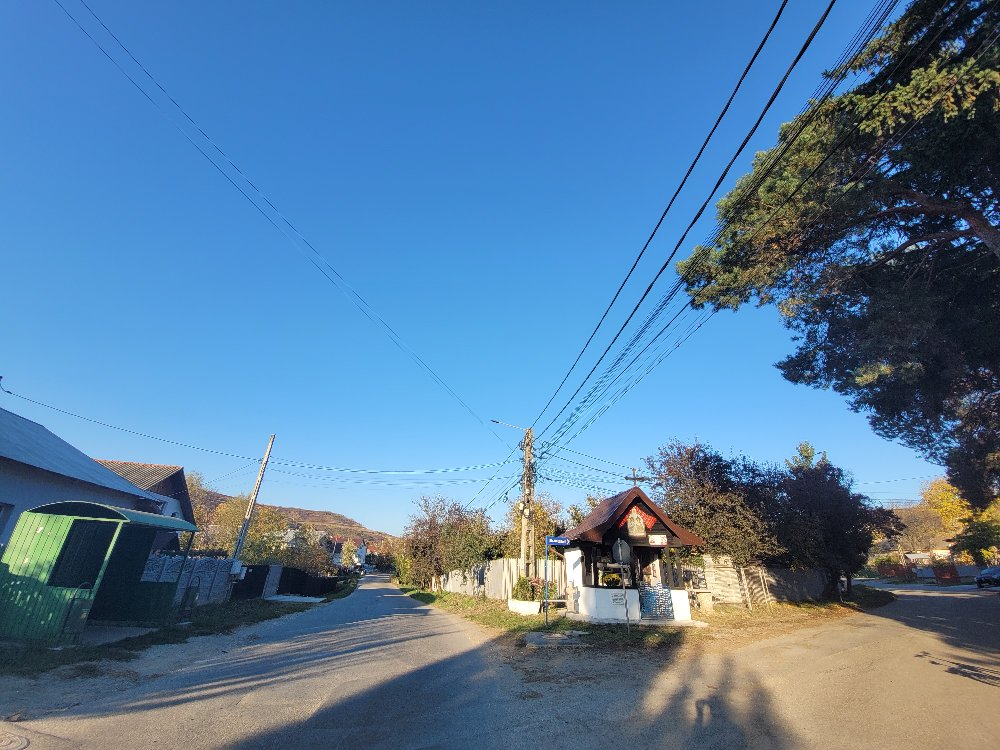
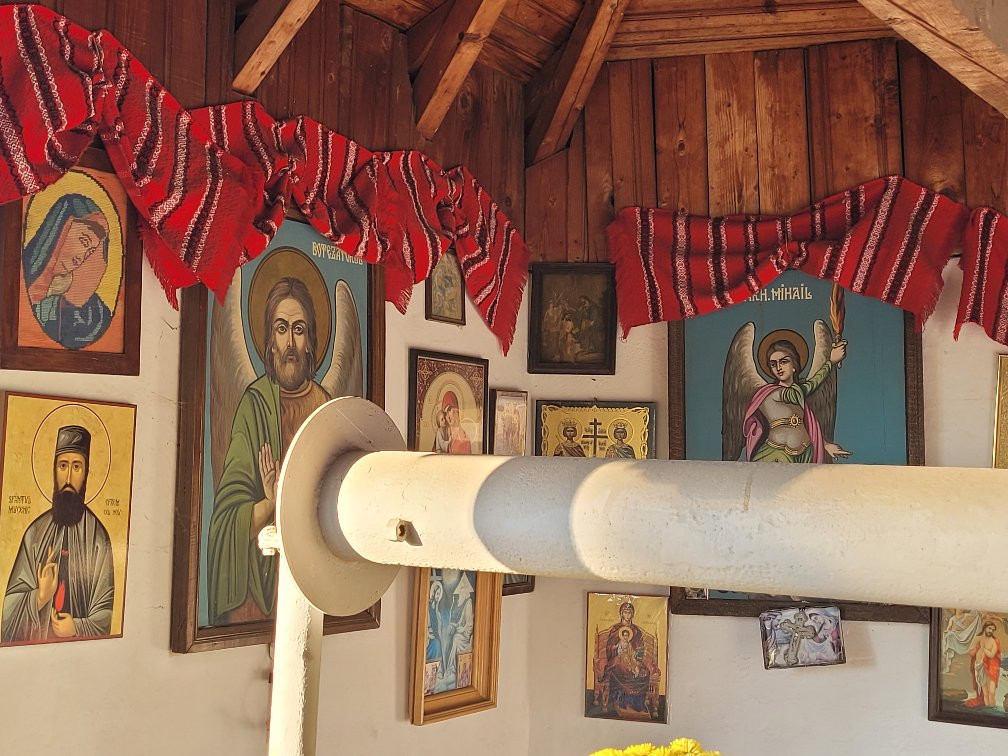
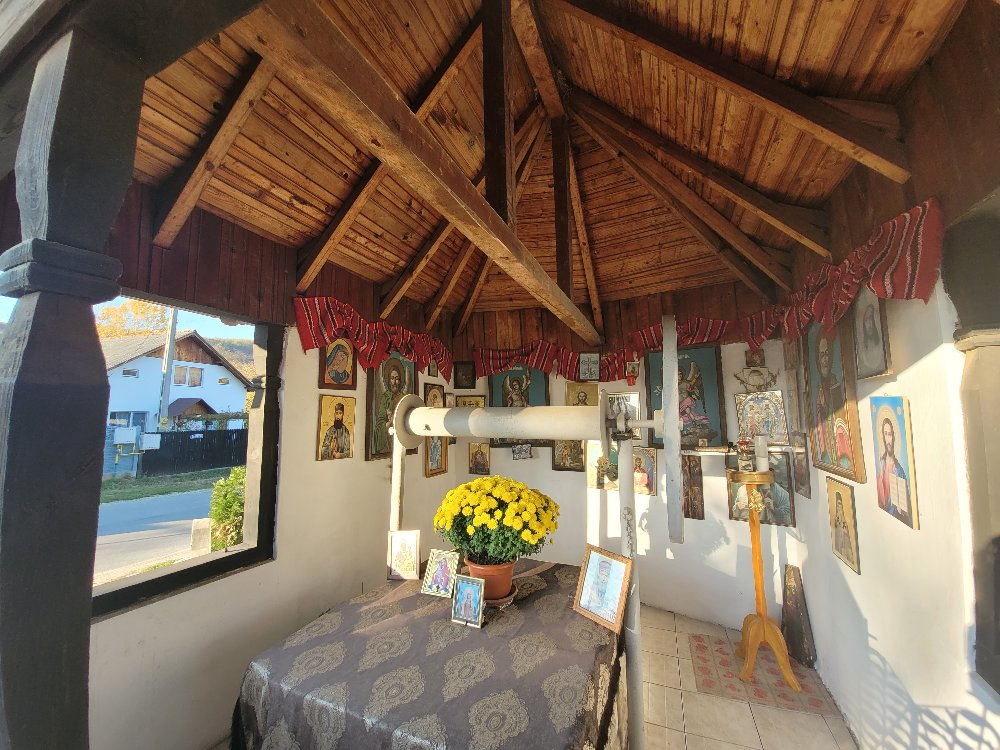
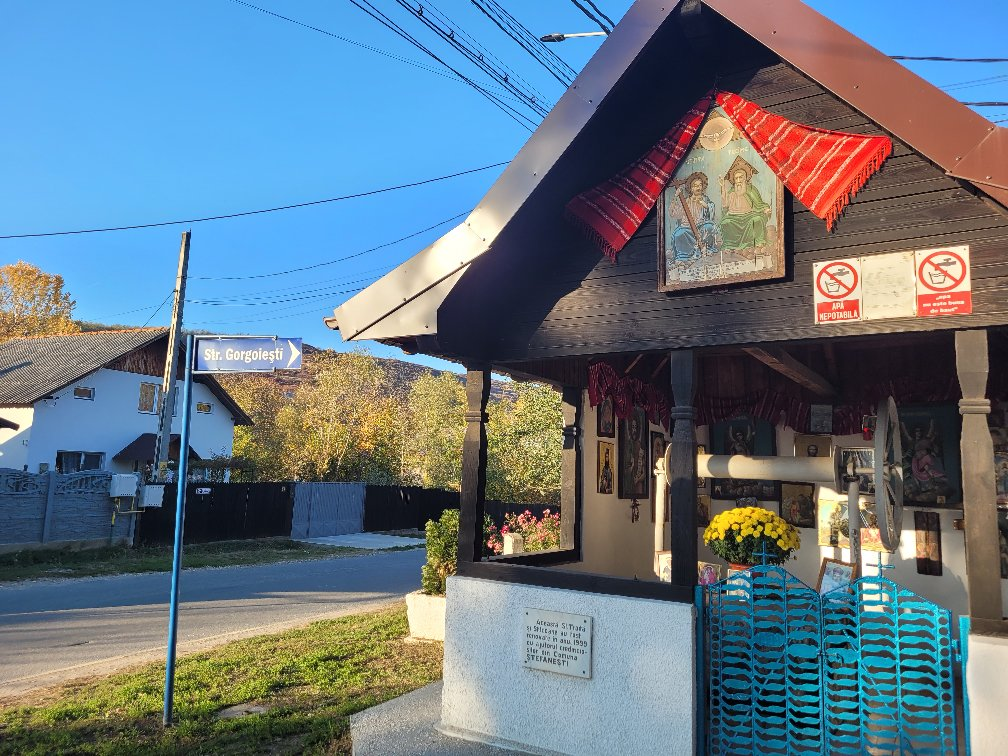
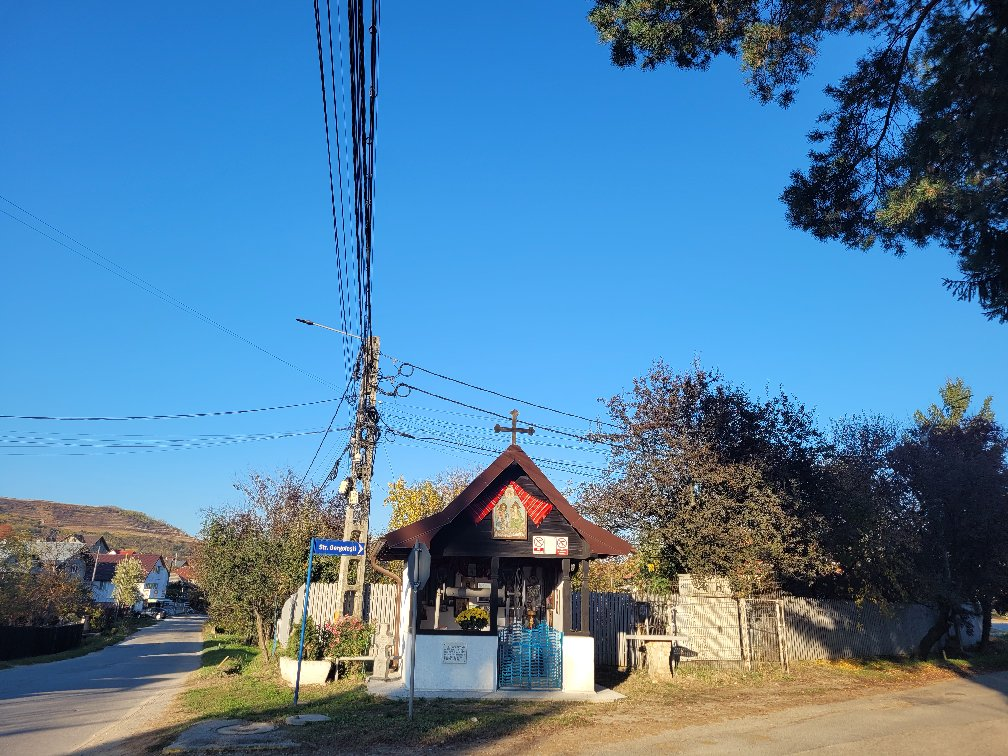
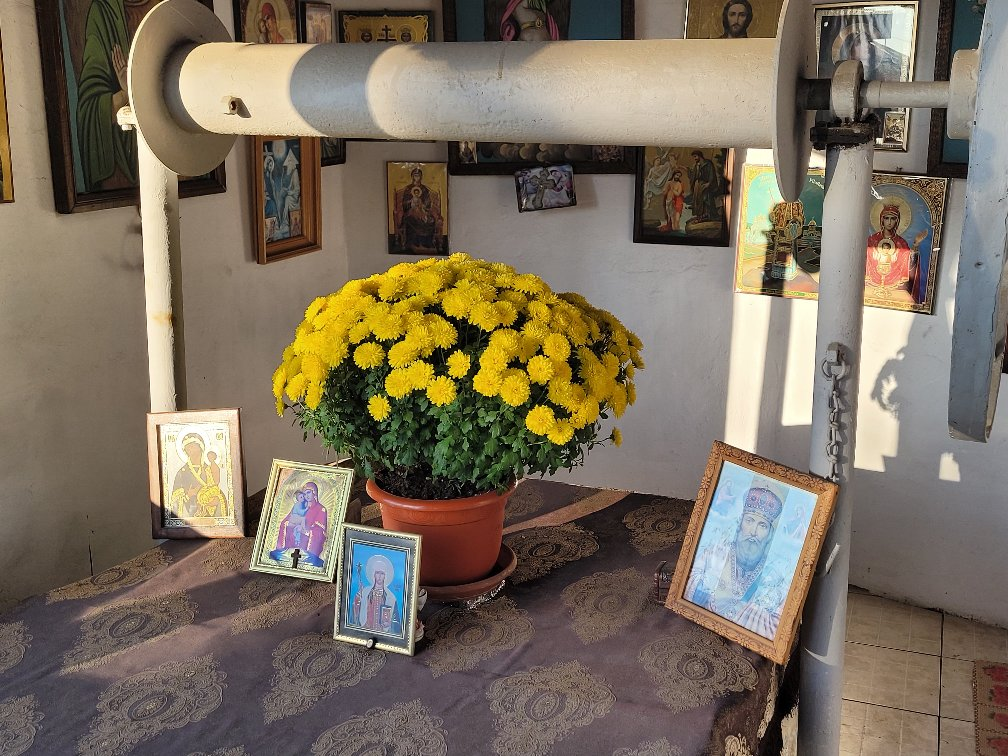
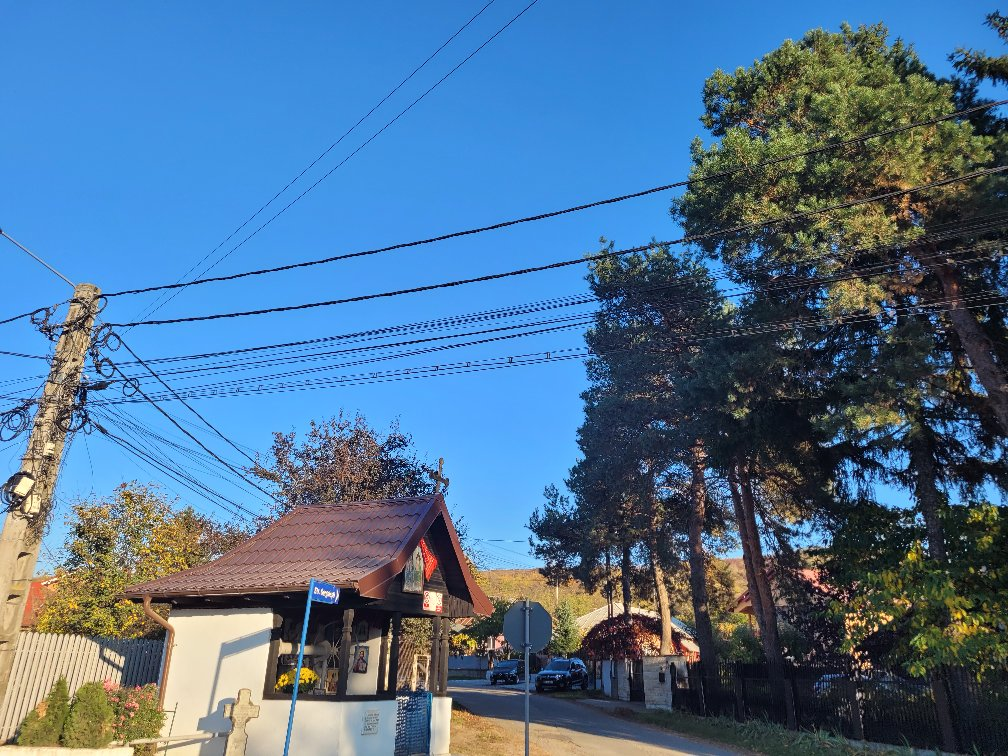
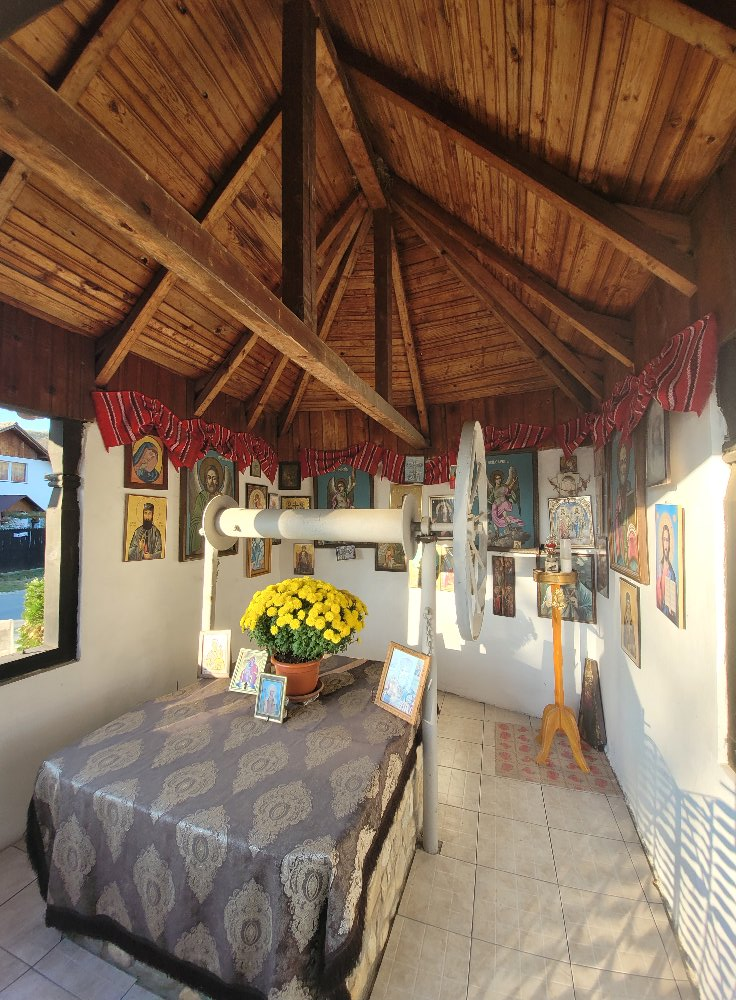
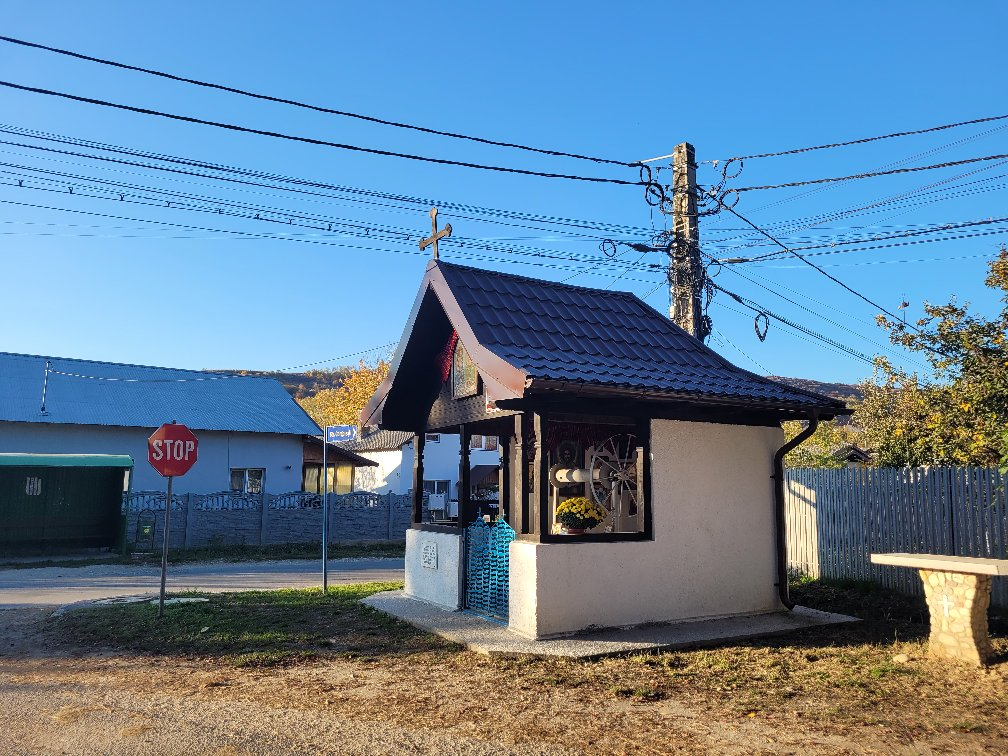
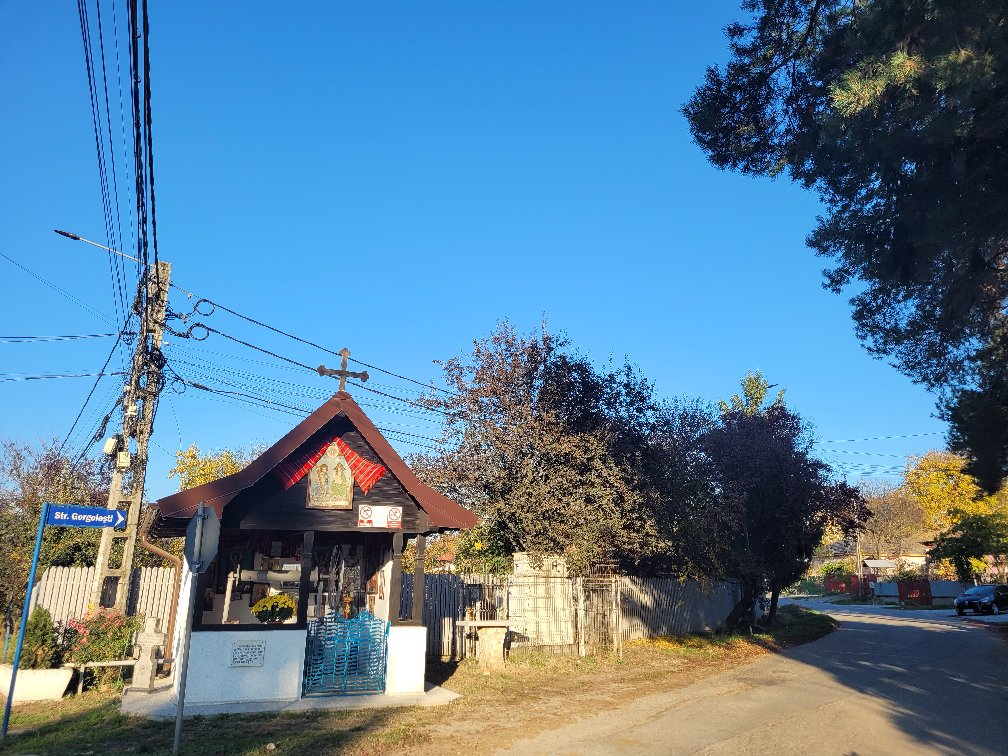
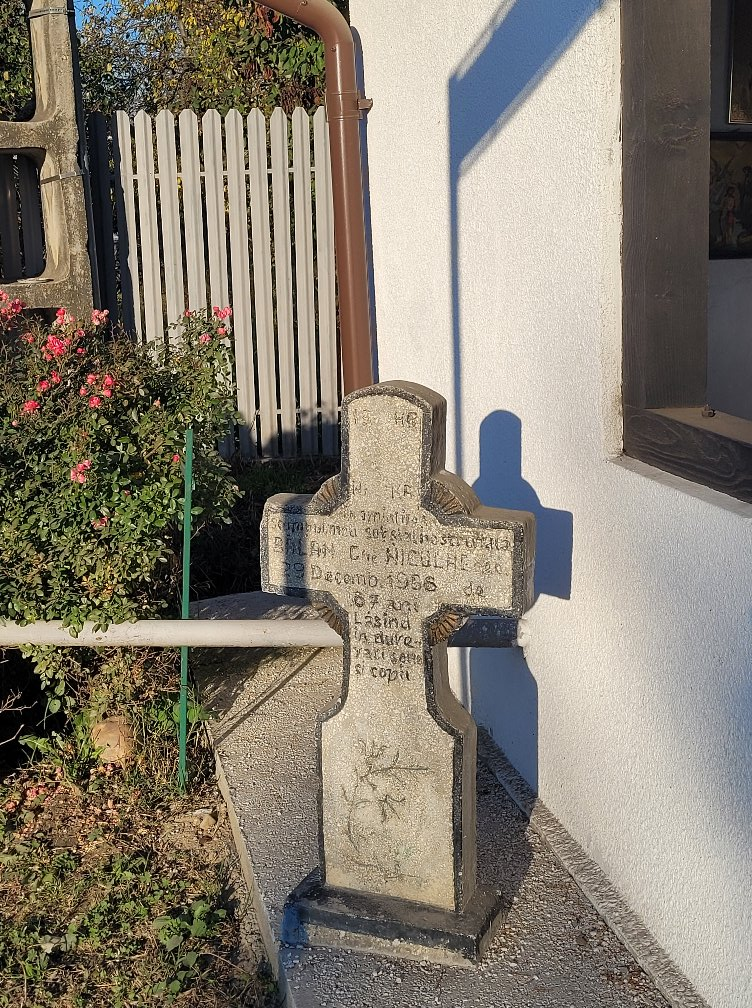
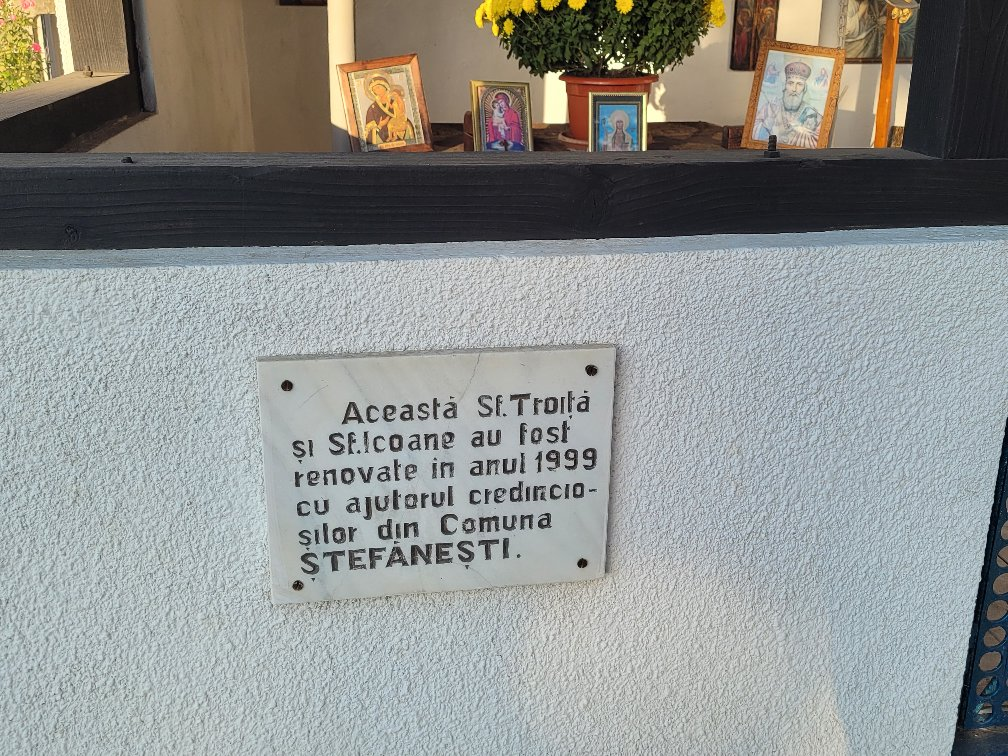
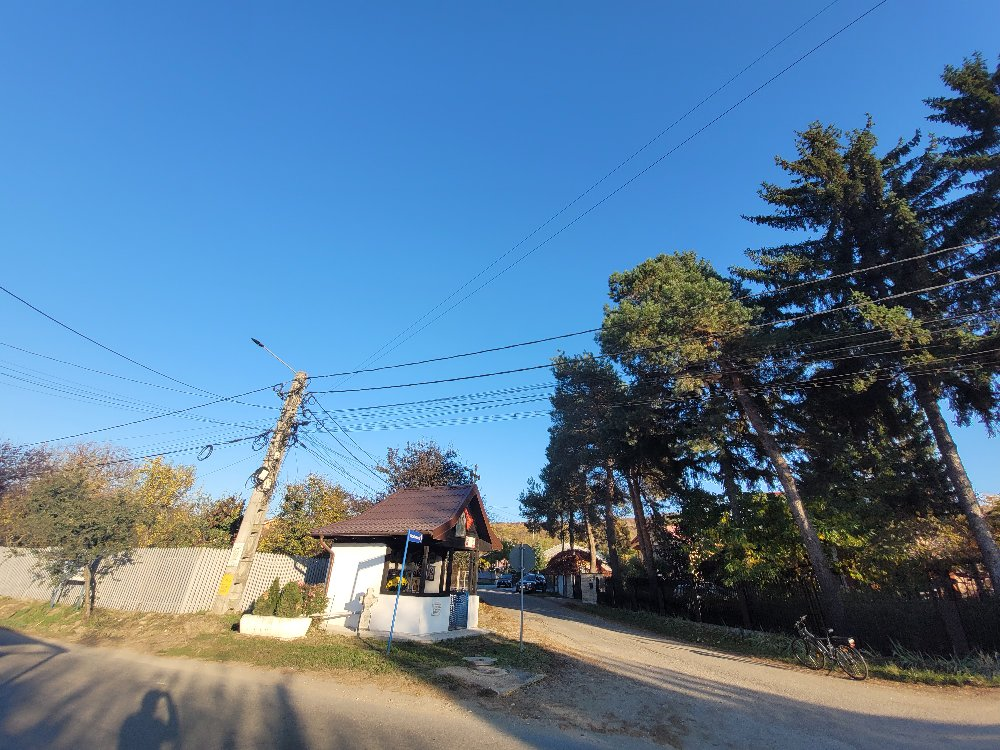
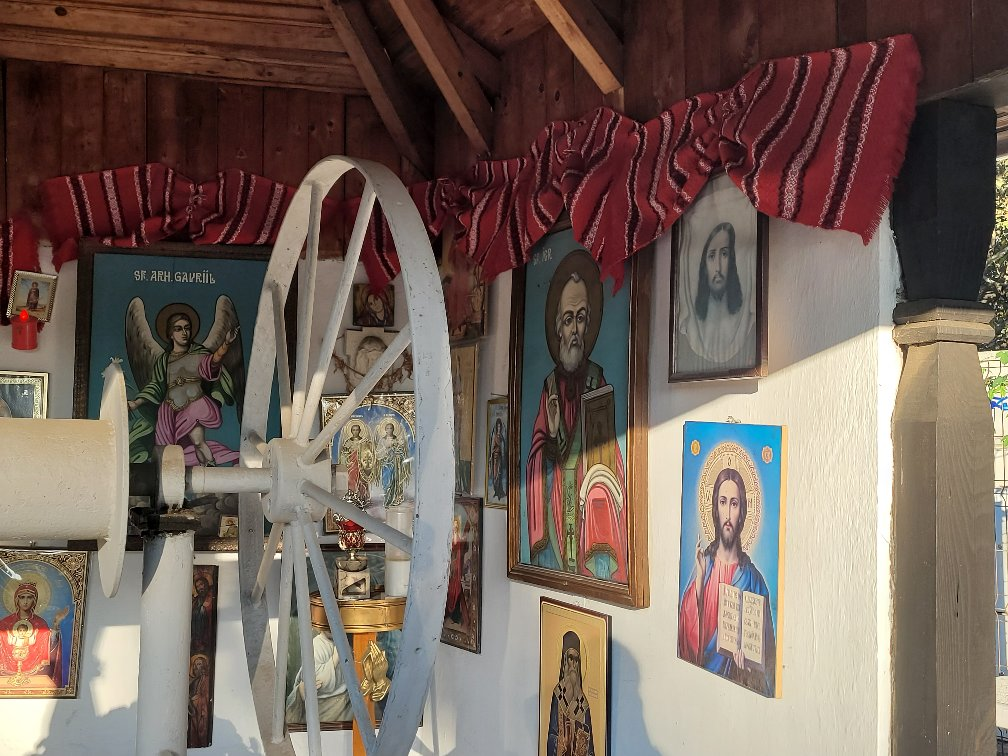
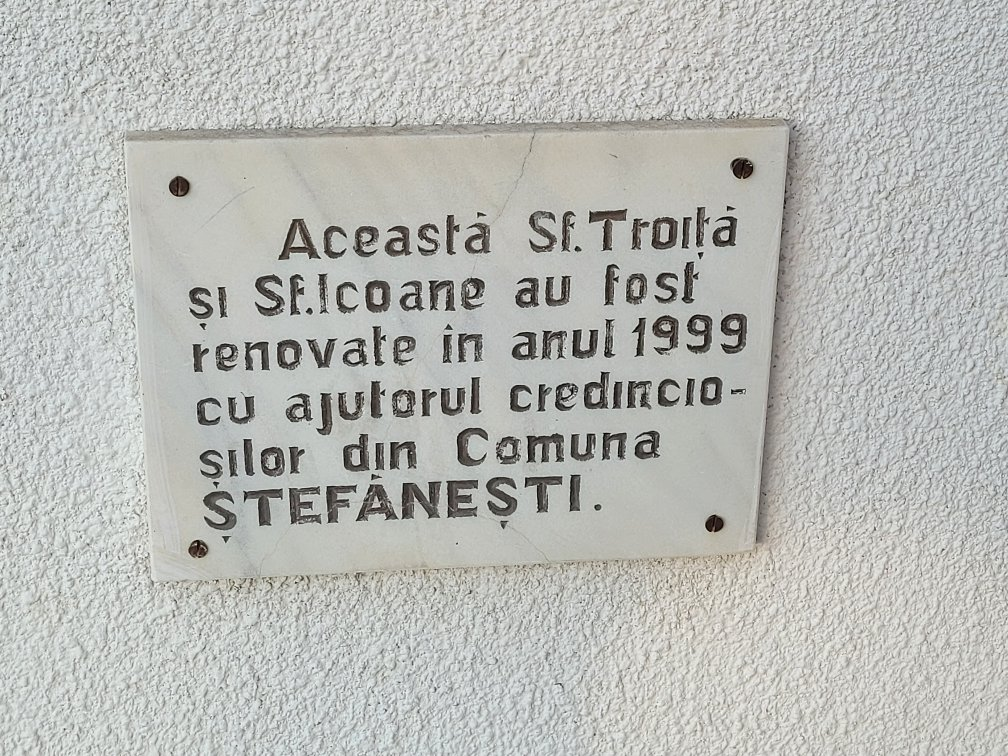
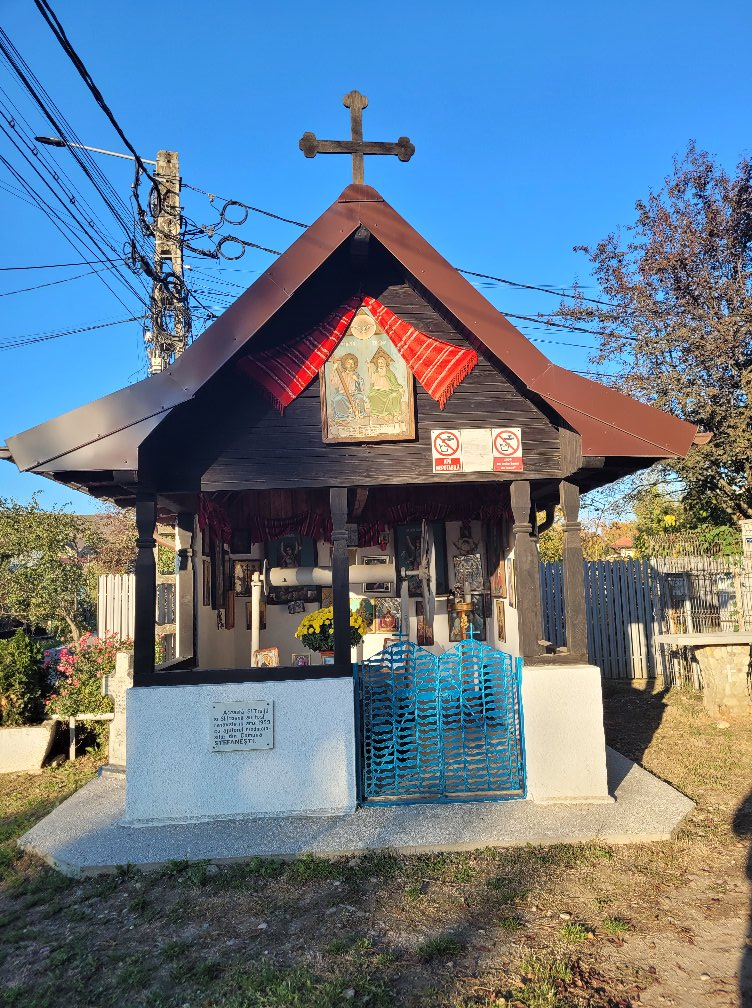
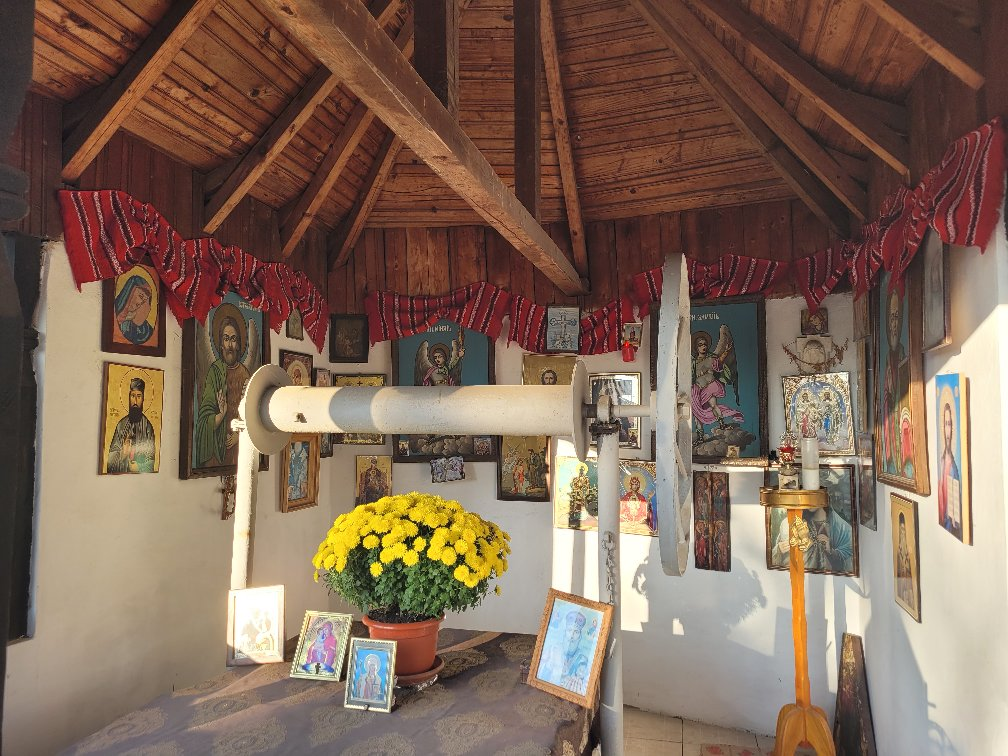
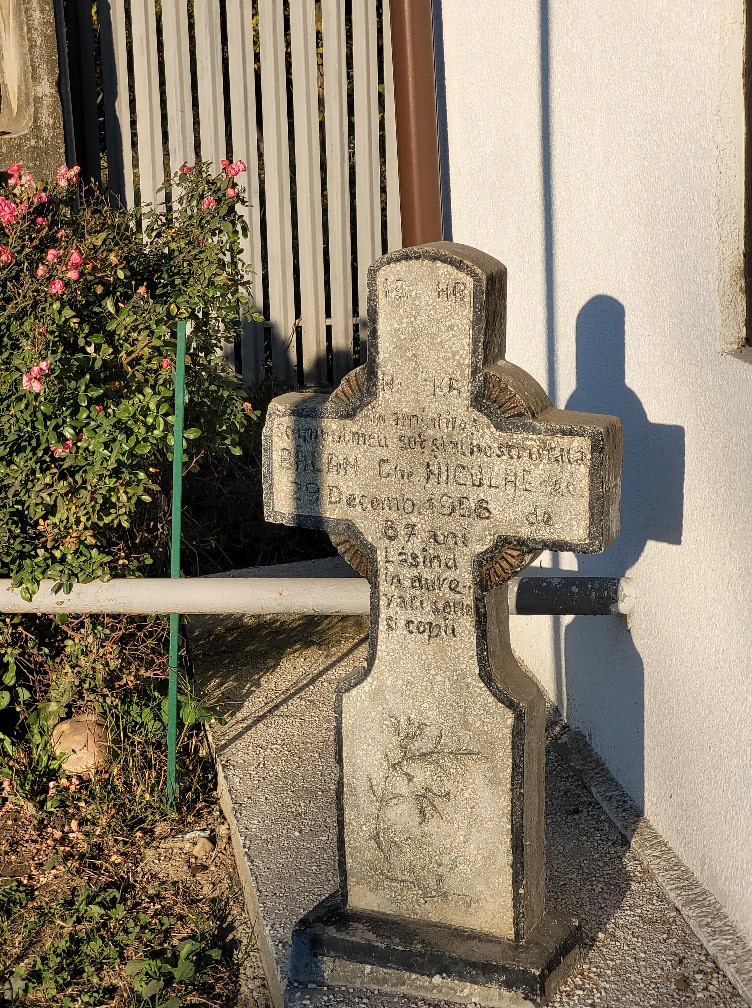